# اسیر جنگی (فیلم ۲۰۲۵)
اسیر جنگی (به انگلیسی: Prisoner of War) یک فیلم آمریکایی-فیلیپینی محصول سال ۲۰۲۵، ژانر رزمی اکشن دلهره‌آور جنگی به کارگردانی لوئیس ماندیلور و با بازی و ایده‌پردازی اسکات ادکینز است. داستان در مورد افسر سرویس هوایی ویژه بریتانیایی است که در طول جنگ جهانی دوم دستگیر شده و مجبور می‌شود در اردوگاه توقیف ژاپنی برای بقایش بجنگد.

## خلاصه داستان
جیمز رایت، فرمانده نیروی هوایی سلطنتی بریتانیا، در طول جنگ جهانی دوم توسط ژاپنی‌ها اسیر می‌شود و برای زنده ماندن مجبور به مبارزه تن به تن وحشیانه می‌شود.

## تولید و انتشار
تصویربرداری اصلی از هفته آخر ژوئیه تا اواخر اوت انجام شد.
اولین اکران این فیلم، نمایش ویژه ۳ آوریل ۲۰۲۵ در تئاتر TCL، به میزبانی جشنواره فیلم بورلی هیلز.
این فیلم قرار است در تاریخ ۱۹ سپتامبر ۲۰۲۵ توسط ول گو یواس‌ای اینترتاینمنت (Well Go USA Entertainment) به‌صورت ویدئو به‌درخواست منتشر شود.